# 마무드 (가수)

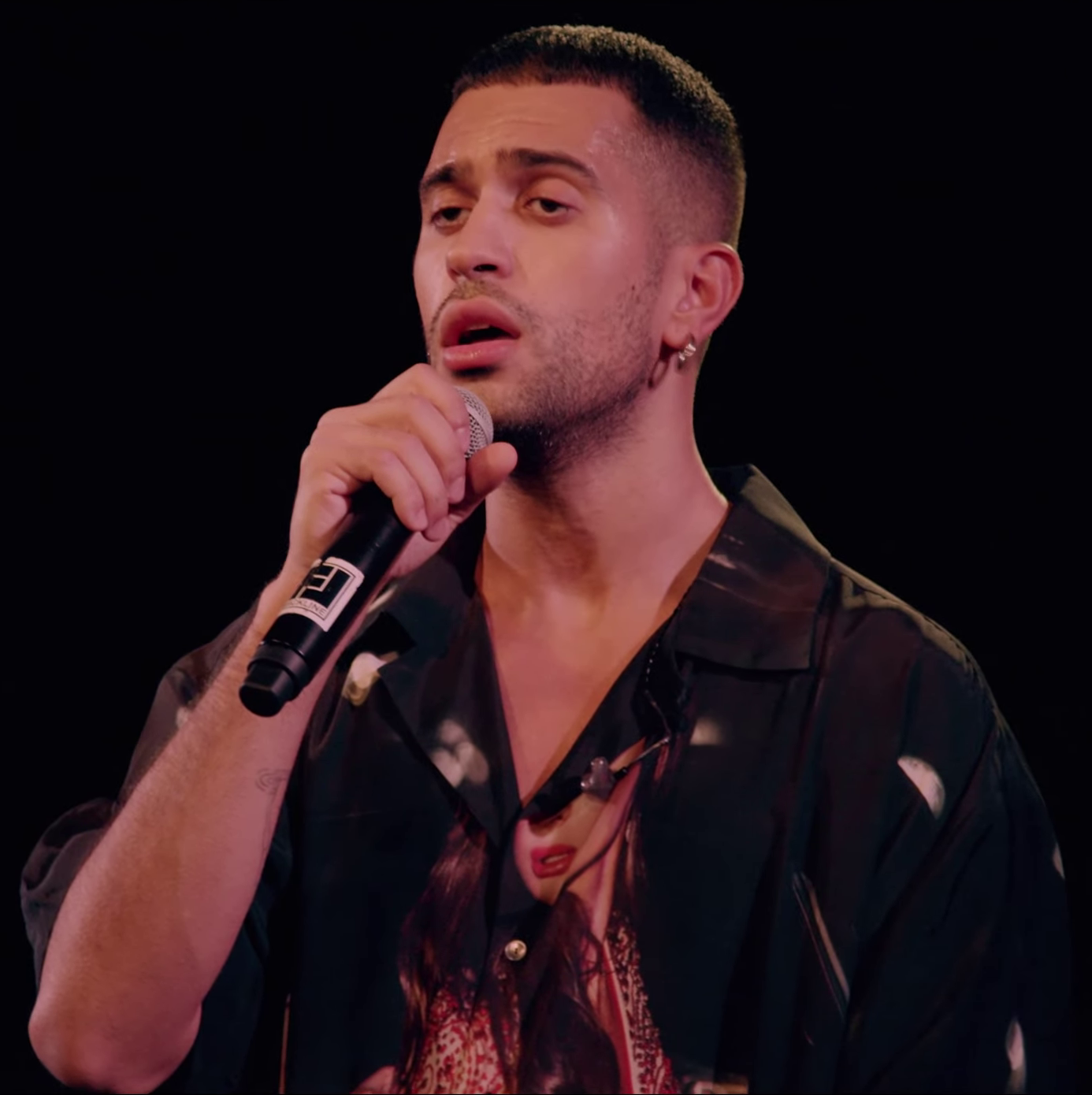

마무드(Mahmood, Alessandro Mahmoud, Mahmood, 1992년 9월 12일 ~ )는 이탈리아의 싱어송라이터이다. 더 엑스 팩터의 이탈리아판의 시즌 6 이후 처음 본격적으로 모습을 드러냈다. 2019년, 산레모 음악제 2019에서 Soldi라는 곡으로 우승하였으며 이탈리아를 대표하여 유로비전 송 콘테스트 2019에 참가하여 2위를 차지했다. 데뷔 음반 Gioventù bruciata는 2019년 2월 발매되어 이탈리아 음반 차트에서 1위로 데뷔했다.

## 디스코그래피
- Gioventù bruciata (2019)
- Ghettolimpo (2021)